# Asynkronmaskin

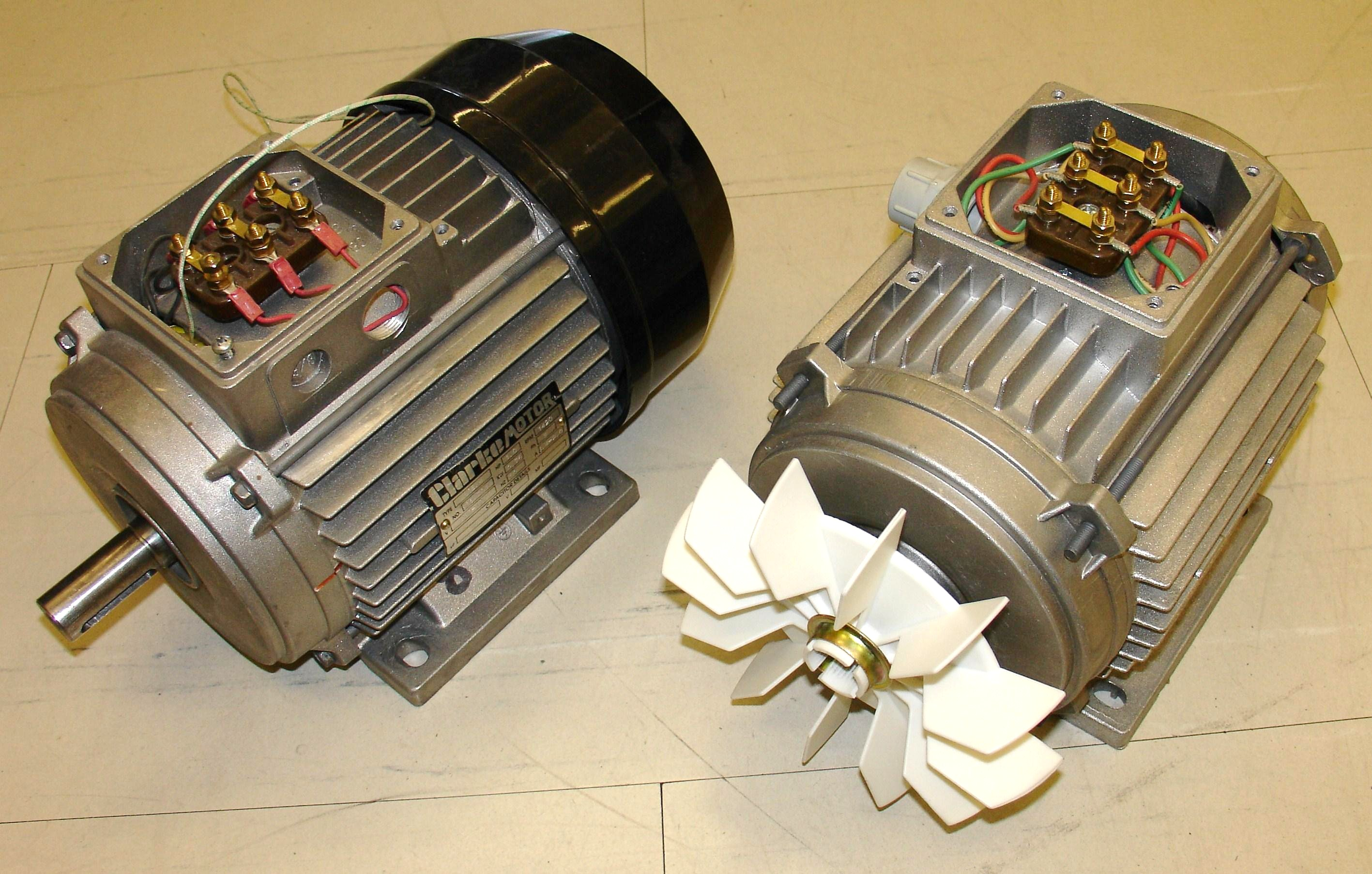
Asynkronmotorer för trefas

Animering av en asynkronmotor

Roterande trefasigt magnetfält

Vridmomentet som funktion av eftersläpningen

Exempel på vridmomentet som funktion av varvtalet för en induktionsmotor

En asynkron- eller induktionsmaskin är en elektrisk maskin för vilken rotorns rörelse skapas genom inducerad ström, och vars varvfrekvens är asynkron med den tillförda växeleffektens frekvens. Beroende på om den är avsedd att förbruka eller producera effekt indelas den i asynkronmotorer eller asynkrongeneratorer trots att grundkonstruktionen är densamma i bägge fallen.
Asynkronmotorn i trefasutförande är mycket viktig inom industrin på grund av sin robusta konstruktion och att den är förhållandevis billig att tillverka, där den har omfattande användningsområden. Den används bland annat till att driva pumpar, fläktar och transportband. Enfas asynkronmotorer är också vanligt förekommande där lägre effekter är tillräckliga, som kompressorer till kyl/frys, bränslematning till värmepannor samt tvättmaskiner. Asynkrongeneratorn är inte lika vanlig.

## Verkningssätt
Asynkronmotorn benämns även induktionsmotor då upphovet till rotorns magnetfält är elektromagnetisk induktion. Elektromagnetisk induktion uppkommer då en ledare befinner sig i ett tidsvarierande magnetfält. Genom att ansluta statorns terminaler till en trefas växelspänning uppstår ett roterande magnetfält runt rotorn. Fältets frekvens är lika med nätfrekvensen dividerat med antalet pol-par (det vill säga halva antalet nord- och sydpoler) och benämns den synkrona frekvensen. 
Det roterande magnetfältet ger upphov till en ström i rotorns ledare som enligt Lenz lag orsakar ett vridmoment kring rotorns axel vilket strävar att minska skillnaden mellan statormagnetfältets frekvens (den synkrona frekvensen) och rotorns rotationsfrekvens. 
Om rotorns rotationsfrekvens är lika stor som den synkrona frekvensen förekommer ingen induktionsverkan och det genereras inget vridmoment som bidrar till rotationsrörelsen. I en asynkronmaskin helt utan förluster skulle detta vara sluttillståndet för en obelastad maskin, men på grund av oundvikliga förluster (värmeutveckling) kommer rotationsfrekvensen att alltid understiga den synkrona frekvensen.

### Synkrona varvtalet
Det synkrona varvtalet, det varvtal med vilket motorns magnetfält roterar i varv per minut är
{\displaystyle n_{s}=120{\frac {f}{p}}\,}
där f är nätfrekvensen och p är antalet poler.

### Eftersläpning
Beroende på belastningens storlek kommer asynkronmotorn att rotera med ett lägre varvtal n för vilket en eftersläpning s är definierad som
{\displaystyle s={\frac {n_{s}-n}{n_{s}}}\,}
Eftersläpningen är normalt 3-4%.

### Varvtal
Asynkronmotorns varvtal n, i varv per minut, bestäms av synkrona varvtalet och eftersläpningen enligt
{\displaystyle n=n_{s}(1-s)=120{\frac {f}{p}}(1-s)}

### Effekt och vridmoment
{\displaystyle P={\tau \cdot n\omega }}
där {\displaystyle P} är effekten i watt, {\displaystyle \tau } (tau) betecknar vridmomentet i newtonmeter och {\displaystyle \omega } (omega) vinkelhastigheten uttryckt i radianer per sekund ({\displaystyle {\frac {2\cdot \pi }{60}}} varv/min).
Då märkplåten på motorer oftast anger effekten i kW och varvtalet i v/min används omvandlingsfaktorn 9550 för att finna vridmomentet: {\displaystyle \tau ={\frac {9550\cdot P}{n}}}.
Denna härleds enligt nedan:
{\displaystyle P={\frac {\tau }{1000}}\cdot n{\frac {2\cdot \pi }{60}}={\frac {\tau \cdot n\cdot 2\pi }{60000}}={\frac {\tau \cdot n}{9549,296...}}}

## Konstruktion
En asynkronmotors stator kan lindas till att ha i princip ett godtyckligt antal polpar; endast praktiska överväganden bestämmer vad som är möjligt. Faserna lindas på kärnor som oftast är gjorda av järn.
| Rotorledningar i form av en bur, uppfunnen av Michail Dolivo-Dobrovolskij omkring 1890 |  | Trefas asynkronmotor med ena sidokåpan borttagen |
| Rotorledningar i form av en bur, uppfunnen av Michail Dolivo-Dobrovolskij omkring 1890 |  | Trefas asynkronmotor med ena sidokåpan borttagen |

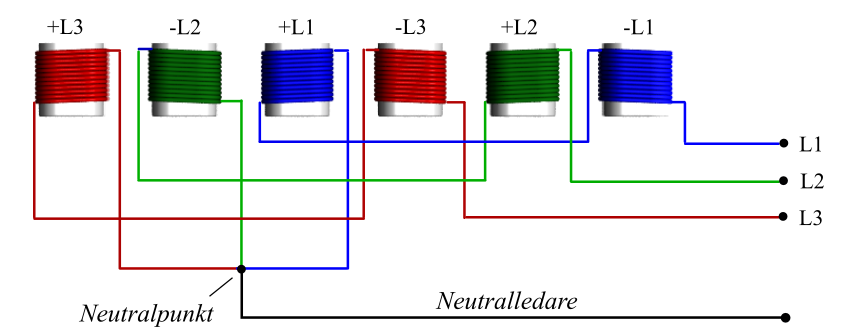
Ett ovanligt sätt att linda en tvåpolig 3-fas asynkronmotors stator i stjärnkoppling. Förutom fasanslutningarna L1, L2 och L3 finns i detta fall även en neutralledare, vilken normalt sett utgörs av ett kortslutningsbleck i motorplinten.

Rotorn har vanligen ledare utformade som en bur av ett material med en hög elektrisk ledningsförmåga såsom koppar och aluminium. Motorn benämns kortsluten. Rotorns kärna består oftast av tunna järnplåtar monterade vinkelrätt mot rotorns axel och som är elektriskt isolerade från varandra, vilket leder till att de axiellt riktade inducerade strömmarna koncentreras till burlindningen. Burlindningens stavar är snedställda relativt motorns axel vilket reducerar rotorns vibrationer.
Om rotorlindningarna är åtkomliga via släpringar på axeln har vi en släpringad eller faslindad motor. Vid normal drift är de kortslutna. Med yttre motstånd mellan faserna kan man få ett startmoment och samtidigt en låg startström.

## Start av en asynkronmotor

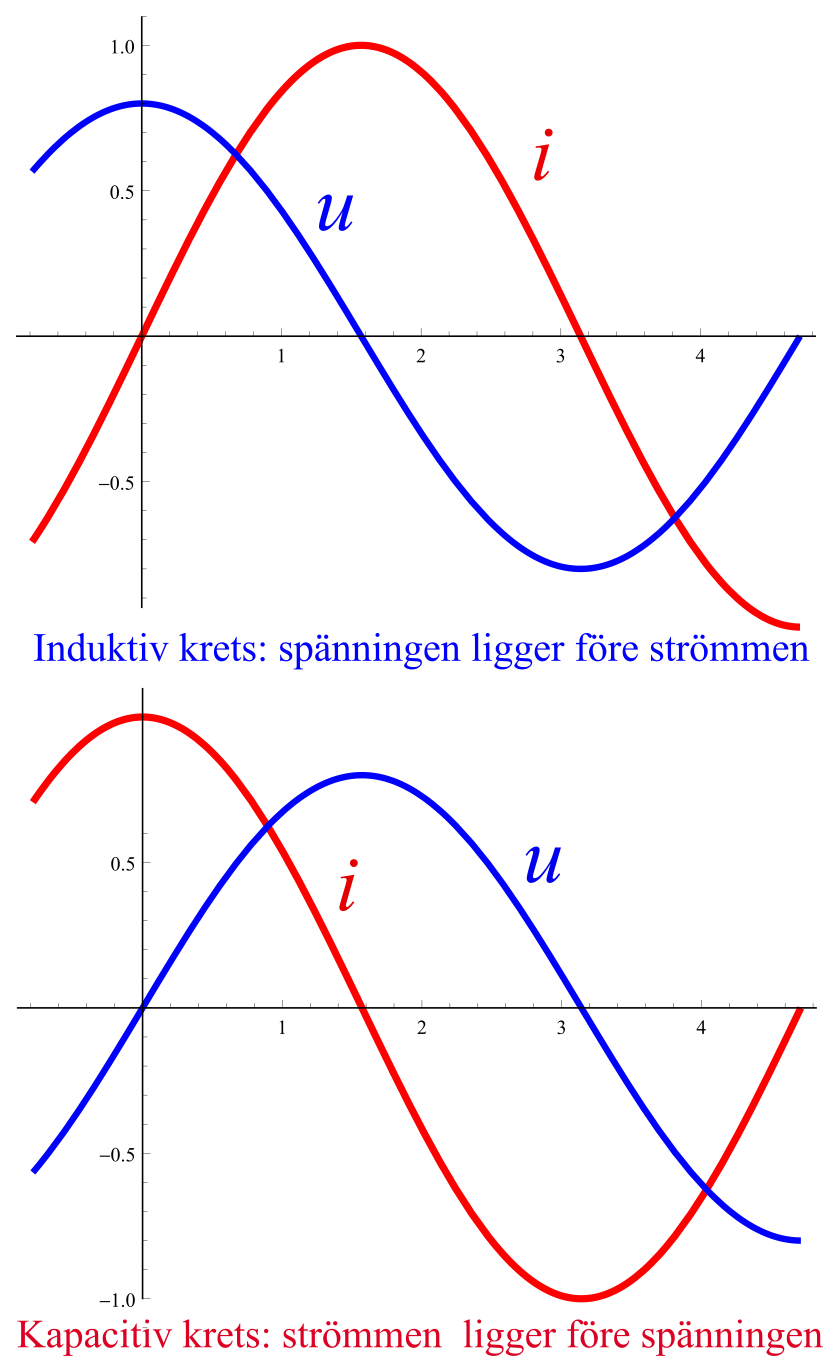
Relativ fasförskjutning mellan växelspänning och växelström

### Tre-fas
Direkt start av en asynkronmotor ger upphov till en startström på mellan 2,5 och 8 gånger märkströmmen. Därför använder man sig av olika metoder för att reducera denna.

#### Y/Δ-start
Vid starten har man lindningarna Y-kopplade som sedan skiftas till Δ-koppling med ett tillslagsfördröjt tidsrelä när motorn beräknas ha nått rätt varvtal. Då lindningen vid denna Y-koppling enbart får fasspänningen istället för den huvudspänning märkplåten avser reduceras strömmen och därmed momentet till en tredjedel. Denna metod passar då man startar motorn obelastad. Därför är det inte bra för pumpar och fläktar som börjar arbeta direkt vid start.

### En-fas
När endast en fas är tillgänglig (vanligt i t.ex lägenheter och kontor) kan inte ett roterande magnetfält skapas enbart med fas- och neutralledare. Därför krävs någon form av starthjälp för att få motorn att börja rotera, och beroende på motorns konstruktion även för den kontinuerliga driften. Vanligen sker detta med kondensatorer, som genom sin kapacitiva reaktans har den egenskapen att de förorsakar en förskjutning mellan spänning och ström på upp till 90° fasvinkel. Om en trefasmotor ska drivas med enfasmatning parallell-kopplas därför en driftkondensator (som tål kontinuerlig belastning) om 0,75-0,80 µF per kW in på motorns andra faslindning och beroende på önskad rotationsriktning antingen första (L1/U1) faslindningen dit även matningen ansluts eller tredje (L3/W1) faslindningen dit neutralledaren också ansluts.
Enfasmotorer används där polskärmsmotorer inte är tillräckliga men effekten fortfarande är förhållandevis låg (<3 kW) och kommer normalt med dubbla lindningar, en drift- eller huvudlindning och en start- eller hjälplindning, i tre internationellt vedertagna utföranden beroende på kondensatorkonfigurationen.
Permanentkondensatormotor, PSC (permanent split capacitator), där samma kondensator används för både start och drift och därför är permanent inkopplad.
Startkondensatormotor, CSIR (capacitator start, induction run), där kondensatorn som kopplas till hjälplindningen enbart används i starten, och även avgör rotationsriktningen. Så fort motorn uppnått tillräckligt varvtal kopplas kondensatorn ur.
Kombinationskondensatormotor, CSR (capacitator start and run), som har två olika kondensatorer, dels en startkondensator som under drift kopplas ur tillsammans med startlindningen, dels en driftkondensator som alltid är inkopplad.

## Asynkrongenerator
Om asynkronmotorns rotor tillförs mekanisk energi genom att kopplas ihop med en drivande maskin (till exempel ett vindkraftverk) och denna har en rotationsfrekvens som överstiger den synkrona frekvensen kommer den mekaniska energin att omvandlas till elektrisk energi som kan distribueras via elnätet.
För att använda asynkronmotorn som generator utan elnät krävs att statorn magnetiseras. Detta kan åstadkommas med en strömbegränsad likström genom separata anslutningar till statorn.